# Cosmographiae Introductio
«Всту́п до космогра́фії» (лат. Cosmographiae Introductio) — латинський трактат, присвячений космографії. Виданий 1507 року в Сен-Дьє. Автор — німецький картограф Мартін Вальдземюллер.

## Назва
- Повна назва: лат. Cosmographiae introductio cum quibusdam geometriae ac astronomiae principiis ad eam rem necessariis. Insuper quatuor Americi Vespucii navigationes. Universalis Cosmographiae descriptio tam in solido quam plano, eis etiam insertis, quae Ptholomaeo ignota a nuperis reperta sunt.

## Опис
Сен-Дьє взагалі був незвичайним містечком. Невелика група його жителів, в тому числі й М. Вальдземюллер, створила літературний салон, спрямований на вивчення філософії, космографії та картографії, так звану вогезьку гімназію. Покровителем групи був канонік Вальтер Лудд, секретар герцога Лотарингзького. Лудд встановив в Сен-Дьє друкований прес — спеціально для того, щоб публікувати власні твори, а заодно й праці інших членів гімназії. Безпосередньо друком займалися Мартін Вальдземюллер і Філезій Рінгманн..
У «Космографії» була поміщена карта (Карта Вальдземюллера)"Universalis Cosmographia Secundum Ptholomaei Traditionem et Americi Vespucii Alioru [m] que Lustrationes" (Карта світу, побудована відповідно до методу Птолемея і доповнена новими землями від Амеріго Веспуччі). Це була перша карта на якій з'явилася назва «Америка». Ця карта повинна була скласти третю частину «Космографії», але навряд чи її екземпляри оправляли разом з книгою. Маленька книжечка і велика карта набули популярності. У перший же рік (1507) вийшли два видання — в квітні і в серпні. У 1508 р. М. Вальдземюллер писав своєму компаньйону Рінгманну, що книга широко розійшлася, а пізніше стверджував, що було продано 1000 примірників. І текст, і карту багаторазово перевидавали і «адаптували», кожне видання зайвий раз підтверджувало, що Новий Світ слід називати Америкою..